# La Cream
La Cream est un groupe d'eurodance suédois, actif entre 1997 et 2000. Le groupe se compose du producteur Andrez et de la chanteuse et danseuse Tess Mattisson, et est produit par Freddie Hogblad et Ari Lehtonen. Les chansons du duo sont un mélange de français, d'espagnol et d'anglais. Le groupe se sépare après le départ de Mattisson pour une carrière solo.

## Biographie
Andrez et Tess Mattisson se rencontrent au Dr. Records studio travaillant sur différents projets. Ils apprennent entretemps à se connaître et à combiner leurs forces musicales. Ils choisissent le nom de La Cream et décident de se consacrer à de la musique moderne multiculturelle dont les paroles contiennent un mélange de français, d'espagnol et d'anglais. La Cream publie son premier single Château d'amour en 1998, suivi d'un seul et unique album, intitulé Sound and Vision en 1999 dans toute la Scandinavie. L'album atteint la 15e place des classements suédois pendant 10 semaines consécutives, ainsi que la quatrième place en Finlande et la 8e place en Norvège. Le groupe se sépare après le départ de Mattisson pour une carrière solo.

## Discographie

### Album studio
- 1999 : Sound and Vision

### Singles
- 1997 : Château d'Amour
- 1998 : You
- 1999 : Free
- 1999 : Say Goodbye